# Opiná
Opiná est un village de Slovaquie situé dans la région de Košice.

## Histoire
Première mention écrite du village en 1418.

## Démographie

### Évolution de la population
| Année:               | 1994. | 2004.   | 2014.   | 2024.   |
| -------------------- | ----- | ------- | ------- | ------- |
| Nombre de personnes: | 163   | 176     | 190     | 195     |
| Différence:          |       | +7,97 % | +7,95 % | +2,63 % |

| Année:               | 2023. | 2024.  |
| -------------------- | ----- | ------ |
| Nombre de personnes: | 200   | 195    |
| Différence:          |       | -2,5 % |